# Renault 18
Renault 18 este o mașină de familie mare produsă de producătorul francez Renault între 1978 și 1989, producția din America de Sud continuând până în 1994. Designul a fost creat de stilistul Gaston Juchet. Renault 18 a fost produs în Franța la fabrica Renault din Flins, lângă Mantes, în departamentul Yvelines.
Renault 18 a fost asamblat și în România sub numele de Dacia 18. Producția a început în 1978, dar într-un număr foarte mic (sub 100), în principal pentru guvern. A fost conceput ca un înlocuitor pentru Dacia 1300, un model derivat și bazat pe Renault 12, dar licența și producția dintre Dacia și Renault s-au încheiat în 1979, așa că ideea a fost abandonată. A fost prezentat și la „Târgul Internațional București” (TIB) în 1978.